# Kjongdžu
Kjongdžu (korejsky 경주) je město v provincii Severní Kjongsang v jihovýchodní části Jižní Koreje. Ve městě žije přibližně 248 tisíc obyvatel.
Kjongdžu bylo hlavním městem království Sjednocená Silla (668–936), tehdy však neslo název Kumsong – Zlaté město. Toto období korejských dějin bylo poznamenáno velkým rozkvětem buddhismu a je považováno za zlatou kulturní éru, o čemž svědčí velké množství zachovaných památek ve městě (královské hrobky, observatoř, jezero Anapči s pavilony, anebo bohatá expozice v místním Národním museu) a v jeho okolí (jako klášter Pulguksa, jeskyně Sokkuram či tesané skalní reliéfy v oblasti Namsan nebo historická vesnice Jangdong). Historická oblast Kjongdžu byla v roce 2000 zapsán na seznam světového dědictví UNESCO.

## Zemětřesení
Oblast města a jeho okolí je pravděpodobně nejvíce seismickou oblastí v Jižní Koreji. V roce 2016 a 2017 zde došlo ke dvěma otřesům, které zranily desítky lidí.

## Partnerská města
- Hue, Vietnam (2007)
- Iksan, Jižní Korea (1998)
- Isfahán, Írán (2017)
- Nara, Japonsko (1970)
- Obama, Japonsko (1977)
- Pompei, Itálie (1985)
- Si-an, Čína (1994)
- Versailles, Francie (1987)